# ماري إف توماس
ماري توماس (بالإنجليزية: Mary Thomas) ولدت عام 1816 وتوفيت عام 1888، هي طبيبة أمريكية رائدة وناشطة في مجال إلغاء العبودية وفي حقوق المرأة أيضًا. ولدت ماري في عائلة تنتمي لجمعية الأصدقاء الدينية للمسيحيين البروتستانت ونشأت في ولاية أوهايو وقضت معظم حياتها في ولاية إنديانا، كانت ماري من أهم الأعضاء المشجعين على حق المرأة في التصويت وأسست جمعية حقوق المرأة في ولاية إنديانا عام 1852.
ترأست ماري الجمعية الأمريكية لحقوق المرأة، وعملت في التحرير لمجلة ماري بيردسال الوطنية لحقوق المرأة وصحيفة ذا ليلي في منتصف خمسينيات القرن التاسع عشر، واشتركت لاحقًا في تحرير مجلة المرأة التي تهتم بحقوق المرأة الأمريكية.

## حياتها المبكرة
ولدت ماري فريم مايرز في 28 أكتوبر 1816 في مقاطعة مونتغومري في ولاية ماريلاند لأبويها صموئيل وماري مايرز الذين ينتمون لجمعية الأصدقاء الدينية للمسيحيين البروتستانت. عمل والدها في الزراعة وناصر إلغاء عقوبة الإعدام وساعد في بناء أول مجتمع خالٍ من العبودية في واشنطن، كانت جمعية الأصدقاء الدينية مساهمة في إصلاح العدالة الجنائية وحركات العدالة الاجتماعية بما في ذلك حق المرأة في التصويت وإلغاء العبودية.
انتقلت عائلة ماري إلى ريف أوهايو في عام 1833 عندما كانت ماري مراهقة للهروب من جو العبودية الذي كان مسيطرا على واشنطن لأن العائلة اعتقدت أن العبودية خطأ كبير وغير أخلاقي. كانت ماري واختاها واخوها يساعدون والديهم في الزراعة صباحًا، ويساعدهم أبواهم على الدراسة في المساء.

## الزواج والعائلة
التقت ماري بـ أوين توماس في أوهايو وتزوجا في عام 1839 وانتقلا إلى مقاطعة واباش بولاية إنديانا لدراسة الطب معًا.
أنجب الزوجان ثلاث بنات، توفت الكبيرة وهي في عمر صغير وأصبح لديهما بولينا وجوليا التي تخرجت من جامعة كورنيل وأصبحت معلمة في نيويورك.
كان أوين توماس زوج ماري داعمًا لطموحات زوجته لتصبح طبيبة، إذ عينها طبيبة مساعدة له بالإضافة إلى عملها كطبيبة مستقلة عنه.

## الطبيبة الرائدة
بدأت ماري في حضور محاضرات مع زوجها حول الطب أثناء إقامتها في مقاطعة واباش بولاية إنديانا. وكانت مهنة الطب محتكرة على الرجال ونادرًا ما ترتاد المرأة هذا المجال في وقتها لكنها اتخذت قرارها بدراسة الطب رغمًا عن المجتمع، وأخذت دورات تدريبية طبية في مجال الطب النسائي في بنسلفانيا (كلية بنسلفانيا الطبية للنساء) في فيلادلفيا. درست ماري في كلية الطب للبنات في بنسلفانيا عامي 1851 و 1852، وحصلت على دورات إضافية في كلية ويسترن ريزيرف الطبية في كليفلاند في مقاطعة أوهايو من 1852 إلى 1853 وعادت للتخرج من كلية الطب في بنسلفانيا عام 1854. عادت توماس إلى إنديانا لممارسة الطب في فورت واين بعد الانتهاء من تدريبها الطبي، وانتقلت في عام 1856 هي وعائلتها إلى ريتشموند بولاية إنديانا والتي كانت موطنها لبقية حياتها.